# Cyrtidula hippocastani
Cyrtidula hippocastani är en svampart som först beskrevs av Augustin Pyrame de Candolle, och fick sitt nu gällande namn av R. C. Harris. Cyrtidula hippocastani ingår i släktet Cyrtidula, klassen Dothideomycetes, divisionen sporsäcksvampar och riket svampar.  Arten är reproducerande i Sverige. Inga underarter finns listade i Catalogue of Life.